# Claudio De Davide
Claudio Attilio De Davide (Torino, 29 ottobre 1942) è un attore, doppiatore e direttore del doppiaggio italiano.

## Biografia
Ha frequentato l'Accademia nazionale d'arte drammatica, dove ha avuto come insegnanti Sergio Tofano, Sarah Ferrati, Orazio Costa, Elena Da Venezia, Jone Morino e Luca Ronconi.
Tra il 1969 e il 1973 è stato socio della CID(Cooperativa Italiana Doppiatori), in seguito ha lavorato con le più importanti cooperative come la CDC, CVD, Gruppo Trenta, Doppler, Mazzei, Carrano, Mencuccini, Santini, Zoen, Piacentini, Longo e Mops. Nel 1987 ha fondato insieme alla moglie la T.D. Production.
Nel 1980 ha scritto ed interpretato 22 puntate da 30 minuti intitolate Noi due come tanti altri, trasmesse su Radio1.
Ha doppiato importanti attori, tra cui Richard Gere, Christopher Walken, Peter O'Toole, Tommy Lee Jones e Val Kilmer.

## Vita privata
È sposato con la collega Lily Tirinnanzi.

## Filmografia

### Cinema
- Romeo e Giulietta, regia di Franco Zeffirelli (1968)
- Ehi amigo... sei morto!, regia di Paolo Bianchini (1970)
- Decamerone '300, regia di Renato Savino (1972)
- Mamma... li turchi!, regia di Renato Savino (1973)
- Crimine contro crimine, regia di Aldo Florio (1998)
- Il consiglio d'Egitto, regia di Emidio Greco (2002)
- Il leone di vetro, regia di Salvatore Chiosi (2014)
- Chiamatemi Francesco - Il Papa della gente, regia di Daniele Luchetti (2015)
- Esterno notte, regia di Marco Bellocchio (2022)

### Televisione
- Il triangolo rosso – serie TV, episodio Gli amici (1969)
- Utopia, regia di Toni De Gregorio – film TV (1970)
- Napoleone a Sant'Elena, regia di Vittorio Cottafavi – miniserie TV (1973)
- Ho visto uccidere Ben Barka, regia di Tomaso Sherman – miniserie TV (1978)
- La dama dei veleni, regia di Silverio Blasi – miniserie TV (1979)
- Operazione Rebecca, regia di Silverio Blasi – film TV (1980)
- L'eredità della priora, regia di Anton Giulio Majano – miniserie TV (1980)
- Anna Kuliscioff, regia di Roberto Guicciardini – miniserie TV (1981)
- Casa Vianello – serie TV, episodio 1x05 (1988)
- I ragazzi del muretto – serie TV, episodio 3x09 (1996)
- Incantesimo 2 – serial TV, 1 episodio (1998)
- Costanza, regia di Gianluigi Calderone – miniserie TV (1998)
- E lo chiamano amore – miniserie TV (1998)
- Un medico in famiglia – serie TV, episodio 1x49 (1999)
- Fine secolo, regia di Gianni Lepre – miniserie TV (1999)
- Distretto di polizia – serie TV, episodio 1x03 (2000)
- La squadra – serie TV, episodio 2x10 (2001)
- Ultima pallottola, regia di Michele Soavi – miniserie TV (2003)
- Il giudice Mastrangelo – serie TV, episodio 2x03 (2007)

## Teatro
- Venti zecchini d'oro, di Pasquale Festa Campanile e Luigi Magni, regia di Franco Zeffirelli (1968)
- Il divorzio, di Vittorio Alfieri, regia di Paolo Giuranna (1968)
- Le nuvole, di Aristofane, regia di Roberto Guicciardini (1968)
- La guerra, di Carlo Goldoni, regia di Giorgio Pressburger (1970)
- Il processo di Giordano Bruno, di Mario Moretti, regia di Josè Quaglio (1970)
- Casa Barranco, di Gregorio de Laferrère, regia di Cecilio Madanes (1970)
- Il caso Rosenberg, di Alain Decaux, regia di Josè Quaglio (1971)
- La morte di Danton, di Georg Büchner, regia di Romano Bernardi (1971)
- L'uomo, la bestia e la virtù, di Luigi Pirandello, regia di Turi Ferro (1972)
- Marionette, che passione!, di Rosso di San Secondo, regia di Romano Bernardi (1973)
- Giacomo Leopardi, di Teresa Ronchi, regia di Paolo Todisco (1974)
- Il giorno della civetta, adattamento di Leonardo Sciascia e Giancarlo Sbragia, regia di Mario Landi (1974)
- Permette? La mia signora!, di Lucio Romeo, regia di Romano Bernardi (1974)
- Mastro Don Gesualdo, da Giovanni Verga, regia di Romano Bernardi (1974)
- Questa sera si recita a soggetto, di Luigi Pirandello, regia di Romano Bernardi (1974)
- Anna Christie, di Eugene O'Neill, regia di Giacomo Colli (1974)
- Vita dei campi, di Giovanni Verga, regia di Lamberto Puggelli (1976)
- Zoo di vetro, di Tennessee Williams, regia di Giuseppe Di Martino (1977)
- Un andaluz tan claro, di Federico García Lorca, regia di Giuseppe Di Martino (1977)
- Nodo alla gola, di Patrick Hamilton, regia di Olga Garavelli (2000)
- Il postino suona sempre due volte, da James M. Cain, regia di Carlo Emilio Lerici (2008)

## Doppiaggio

### Cinema
- Christopher Walken in La zona morta
- Günter Meisner in Willy Wonka e la fabbrica di cioccolato[1] (ridoppiaggio 1984)
- Richard Gere in All'ultimo respiro
- Peter O'Toole in Il dittatore, Il gioco del potere
- Phil Fondacaro in Willow
- Charles Grodin in Una pazza vacanza di Natale
- Paul Winfield in Star Trek II - L'ira di Khan
- Patrick Lung in La vendetta della maschera nera
- Ron Leibman in Scherzi di cuore
- Todd Allen in Demolition University
- Eusebio Poncela in La legge del desiderio
- Julian Sands in Mario e il mago
- Paulo Josè in Condannato a vivere
- Tchéky Karyo in Albergo Roma

### Televisione
- Val Kilmer in Comanche Moon
- Jeffrey Tambor in Robert Kennedy, la sua storia e il suo tempo
- Arliss Howard in Steven, sette anni, rapito
- Dennis Waterman in Life and Loves of a She-Devil
- Tommy Lee Jones in Broken Vows
- James Woods in Un cuore per cambiare
- Charles Dance in Licenza di scrivere
- Richard Thomas in L'ultima estate del mio bambino
- Christopher George in L'immortale
- Tony Lo Bianco in La vera storia di Ann Jillian
- Ben Masters in Il segreto di Kate
- Michael O'Keefe in Oltre il silenzio
- Dwight Schultz in Il prezzo del passato
- Peter Strauss in Mio figlio è tornato
- Bruce Davison in Per amore di Jimmy
- Don Galloway in Ironside
- Peter Firth in Così è la vita
- Ben Cross in L'ombra della notte
- Robert Hays in Angie
- Stephen Collins in Working It Out
- Steve Purnick in Shelby Woo, indagini al computer
- Perry King in Un raggio di luna per Dorothy Jane
- Will Lyman in Le nuove avventure di Guglielmo Tell
- Brian Henson ne I miti greci
- Grahame Moore in Xena - Principessa guerriera
- Tatsu Shunichi in Tiger Man